# Norwegia na Letnich Igrzyskach Olimpijskich 1900
Norwegię na Letnich Igrzyskach Olimpijskich 1900 w Paryżu reprezentowało 7 sportowców startujących w 2 dyscyplinach. Był to pierwszy start reprezentacji Norwegii na letnich igrzyskach olimpijskich.

## Zdobyte medale
| Medal  | Zawodnik                                                          | Dyscyplina    | Konkurencja                                | Data       |
| ------ | ----------------------------------------------------------------- | ------------- | ------------------------------------------ | ---------- |
| Srebro | Ole Østmo                                                         | Strzelectwo   | Karabin dowolny stojąc, 300 m              | 5 sierpnia |
| Srebro | Ole Østmo Helmer Hermansen Tom Seeberg Ole Sæther Olaf Frydenlund | Strzelectwo   | Karabin dowolny 3 pozycje, 300 m drużynowo | 5 sierpnia |
| Brąz   | Ole Østmo                                                         | Strzelectwo   | Karabin dowolny trzy pozycje 300 m         | 5 sierpnia |
| Brąz   | Ole Østmo                                                         | Strzelectwo   | Karabin dowolny leżąc 300 m                | 5 sierpnia |
| Brąz   | Carl Albert Andersen                                              | Lekkoatletyka | skok o tyczce                              | 15 lipca   |

## Skład kadry

### Lekkoatletyka

#### Konkurencje biegowe

##### Mężczyźni
| Zawodnik    | Konkurencja | Eliminacje | Eliminacje | Finał | Finał   | Źródło |
| Zawodnik    | Konkurencja | Czas       | Pozycja    | Czas  | Pozycja | Źródło |
| ----------- | ----------- | ---------- | ---------- | ----- | ------- | ------ |
| Yngvar Bryn | 200 m       | NN         | 3.         | NQ    | NQ      | [ 1 ]  |
| Yngvar Bryn | 400 m       | NN         | 5.         | NQ    | NQ      | [ 2 ]  |

#### Konkurencje techniczne
| Zawodnik             | Konkurencja   | Wynik  | Pozycja | Źródło |
| -------------------- | ------------- | ------ | ------- | ------ |
| Carl Albert Andersen | Skok wzwyż    | 1,70 m | 4.      | [ 3 ]  |
| Carl Albert Andersen | Skok o tyczce | 3,20 m | brąz    | [ 4 ]  |

### Strzelectwo

#### Mężczyźni
| Zawodnik                                                          | Konkurencja                                    | Wynik    | Pozycja | Źródło |
| ----------------------------------------------------------------- | ---------------------------------------------- | -------- | ------- | ------ |
| Ole Østmo                                                         | Karabin dowolny, 3 pozycje 300 m indywidualnie | 917 pkt  | brąz    | [ 5 ]  |
| Helmer Hermansen                                                  | Karabin dowolny, 3 pozycje 300 m indywidualnie | 878 pkt  | 13.     | [ 5 ]  |
| Tom Seeberg                                                       | Karabin dowolny, 3 pozycje 300 m indywidualnie | 848 pkt  | 17.     | [ 5 ]  |
| Ole Sæther                                                        | Karabin dowolny, 3 pozycje 300 m indywidualnie | 830 pkt  | 20.     | [ 5 ]  |
| Olaf Frydenlund                                                   | Karabin dowolny, 3 pozycje 300 m indywidualnie | 817 pkt  | 24.     | [ 5 ]  |
| Ole Østmo Helmer Hermansen Tom Seeberg Ole Sæther Olaf Frydenlund | Karabin dowolny, 3 pozycje 300 m drużynowo     | 4290 pkt | srebro  | [ 6 ]  |
| Ole Sæther                                                        | Karabin dowolny, klęcząc 300 m - indywidualnie | 293 pkt  | 12.     | [ 7 ]  |
| Helmer Hermansen                                                  | Karabin dowolny, klęcząc 300 m - indywidualnie | 290 pkt  | 13.     | [ 7 ]  |
| Ole Østmo                                                         | Karabin dowolny, klęcząc 300 m - indywidualnie | 289 pkt  | 15.     | [ 7 ]  |
| Tom Seeberg                                                       | Karabin dowolny, klęcząc 300 m - indywidualnie | 272 pkt  | 21.     | [ 7 ]  |
| Olaf Frydenlund                                                   | Karabin dowolny, klęcząc 300 m - indywidualnie | 259 pkt  | 27.     | [ 7 ]  |
| Ole Østmo                                                         | Karabin dowolny, leżąc 300 m - indywidualnie   | 329 pkt  | brąz    | [ 8 ]  |
| Helmer Hermansen                                                  | Karabin dowolny, leżąc 300 m - indywidualnie   | 308 pkt  | 10.     | [ 8 ]  |
| Tom Seeberg                                                       | Karabin dowolny, leżąc 300 m - indywidualnie   | 301 pkt  | 16.     | [ 8 ]  |
| Ole Sæther                                                        | Karabin dowolny, leżąc 300 m - indywidualnie   | 298 pkt  | 18.     | [ 8 ]  |
| Olaf Frydenlund                                                   | Karabin dowolny, leżąc 300 m - indywidualnie   | 287 pkt  | 22.     | [ 8 ]  |
| Ole Østmo                                                         | Karabin dowolny, stojąc 300 m - indywidualnie  | 299 pkt  | srebro  | [ 9 ]  |
| Helmer Hermansen                                                  | Karabin dowolny, stojąc 300 m - indywidualnie  | 280 pkt  | 9.      | [ 9 ]  |
| Tom Seeberg                                                       | Karabin dowolny, stojąc 300 m - indywidualnie  | 275 pkt  | 13.     | [ 9 ]  |
| Olaf Frydenlund                                                   | Karabin dowolny, stojąc 300 m - indywidualnie  | 271 pkt  | 16.     | [ 9 ]  |
| Ole Sæther                                                        | Karabin dowolny, stojąc 300 m - indywidualnie  | 239 pkt  | 26.     | [ 9 ]  |